# Emile Ford
Emile Ford, född Michael Emile Telford Miller 16 oktober 1937 i Castries, Saint Lucia, Västindien, död 11 april 2016 i London, var en brittisk schlagerartist.

## Biografi
Ford växte upp på ön Saint Lucia i Västindien, och åkte till England 1955 för att studera till ingenjör. Hans stora intresse var att bygga ljudanläggningar, men lärde sig under skoltiden spela olika instrument som piano, trummor, fiol, bas och gitarr för att testa anläggningarna.
Som 20-åring började han uppträda i London, och slog igenom i Storbritannien 1959 tillsammans med bandet Checkmates bland annat med låtarna "Still" och "What Do You Want To Make Those Eyes At Me For?", där den senare blev den första engelska miljonsäljande skivan.
Ford kom 1962 för första gången till Sverige och gjorde då ett veckolångt gästspel på Gröna Lund. Under en turné i norra Sverige träffade han en kvinna från Lycksele som senare kom att bli hans fru. Han fick 1963 en hit på Kvällstoppen med Little June, från början den svenska låten Lillemor känd med Sven-Gösta Jonsson. Han återkom flera gånger till Sverige, och reste sommaren 1964 runt till över 100 folkparker över hela landet. Han beskrevs 1965  ha "varit så länge och ofta i Sverige nu att man snart kan räkna honom till de våra".
År 1965 flyttade han till Hedlunda utanför Lycksele med sin fru, där paret så småningom fick två barn. Han inredde en studio i källaren och spelade med flera lokala musiker, bland annat Yngve Forsells orkester. Han bodde och verkade i Sverige fram till 1975, då han flyttade tillbaka till England. Under 1990-talet flyttade han till Kalifornien där han fortsatte att konstruera ljudanläggningar varvat med vissa uppträdanden.
Ford avled 2016 i London.

### Familj
Emile Ford är pappa till diskjockeyn Thony Laurent. Han har även två döttrar, den ena var gift och skaffade två barn med grundaren av bandet Mefisto. Emile Ford har tre barnbarn, Vincent Granath, Victor Granath och Kevin Miller.

## Diskografi i urval
- "What Do You Want to Make Those Eyes at Me For?" / "Don't Tell Me Your Troubles" (1959)
- "Them There Eyes" / "Question" (1960)